# مدينة ثلاء
مدينة ثلاء هي إحدى المدن اليمنية التاريخية، يرجع تاريخها إلى فترة مملكة حمير . وهي واحدة من خمس مدن ضمن مواقع التراث العالمي المؤقتة في اليمن في قائمة التراث العالمي لليونسكو. تقع على بعد 50 كيلومتر (31 ميل) شمال غرب العاصمة صنعاء، وتتبع إدارياً محافظة عمران. بلغ تعداد سكانها 7462 نسمة حسب الإحصاء الذي جرى عام 2004.

## التسمية
يرى بعض المؤرخين ان المدينة قد سميت باسم (ثلا بناالهتما بن أقيان بن حمير الأصغر). إلا أن اسمها قد اشتق من ثلئ أي كثير المال، ثم خففت إلى ثلا على الألسن وصارت معروفة بهذه الصيغة.[بحاجة لمصدر]

## التاريخ

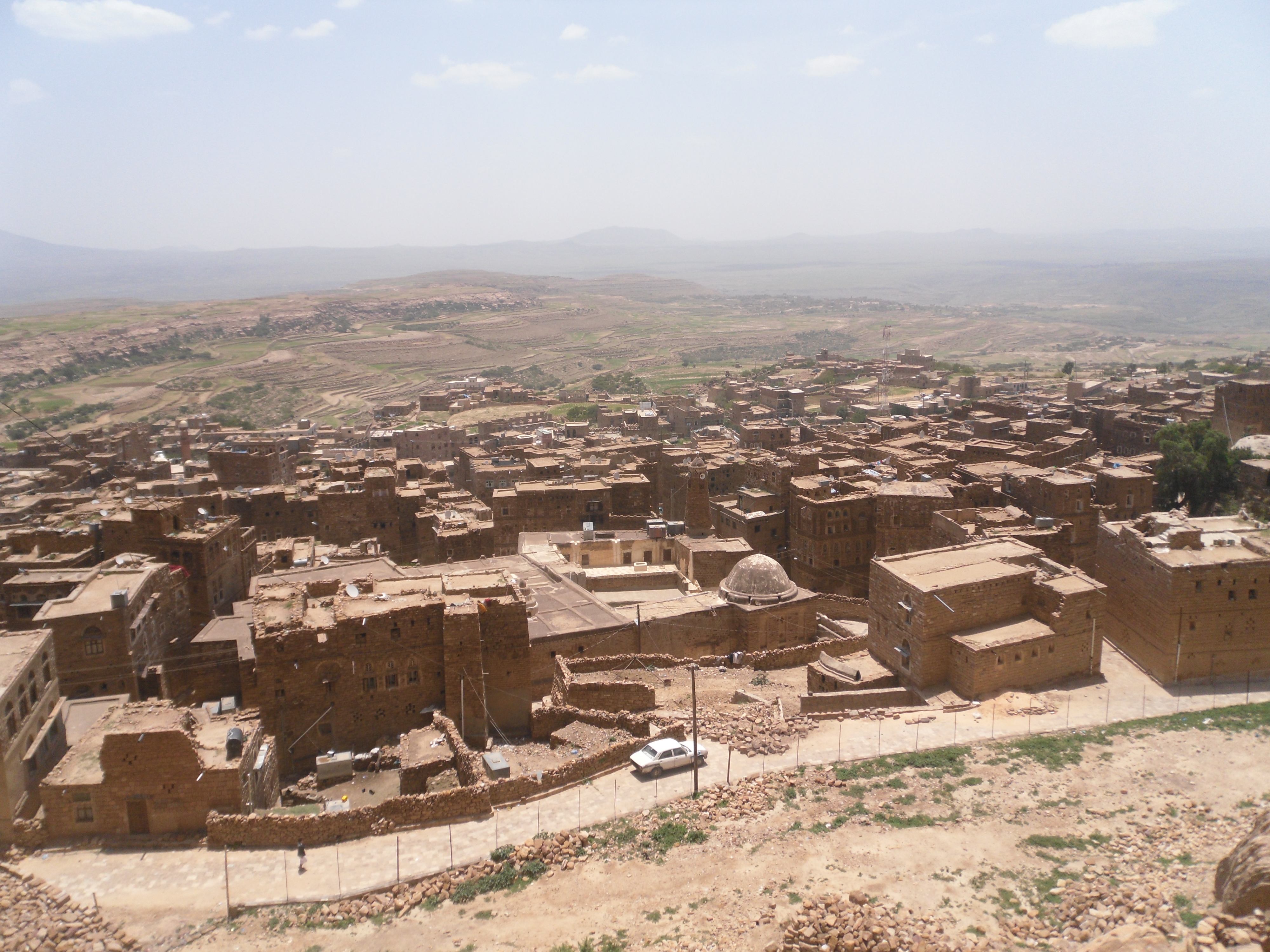
صورة لمدينة ثلاء التقطت من القلعة المسماه باسمها

كانت ثلاء خلال فترات العصور التاريخية المختلفة وحتى بداية القرن العشرين واحداً من أهم المواقع الحصينة. ففي العصر الإسلامي كانت المدينة، بسبب موقعها الحصين بالقرب من مدينة صنعاء، تقدم ملجأ حصينا عند الحاجة، وقد حرص الملوك والأئمة الزيدية، الذين تولوا الحكم في اليمن، على إخضاع هذه المدينة لسيطرتهم. في العصر العثماني انطلقت منها الجيوش اليمينة لمحاربة الاحتلال التركي لليمن.

## الموقع
تقع على بعد 50 كيلومتر (31 ميل) إلى الشمال الغربي من مدينة صنعاء ,وتتبع محافظة عمران ,وهي من مدن المرتفعات الواقعة ضمن إقليم المناخ المعتدل. وتقع على ربوة مربعة الشكل في الشمال الغربي لمدينة صنعاء، أسفل السلسلة الجبلية الممتدة شرقا باتجاه سلسلة جبال كوكبان وحضور الشيخ وذيبين،التي تشكل الحدود الجنوبية الغربية لقاع البون، وتقع مدينة عمران شمالهاومدينتا شبام وكوكبان جنوبها.

## التراث العالمي
تمت إضافة مدينة ثلاء إلى قائمة التراث العالمي في اليونسكو في يوليو 2002 ، في فئة الثقافة.

## الآثار

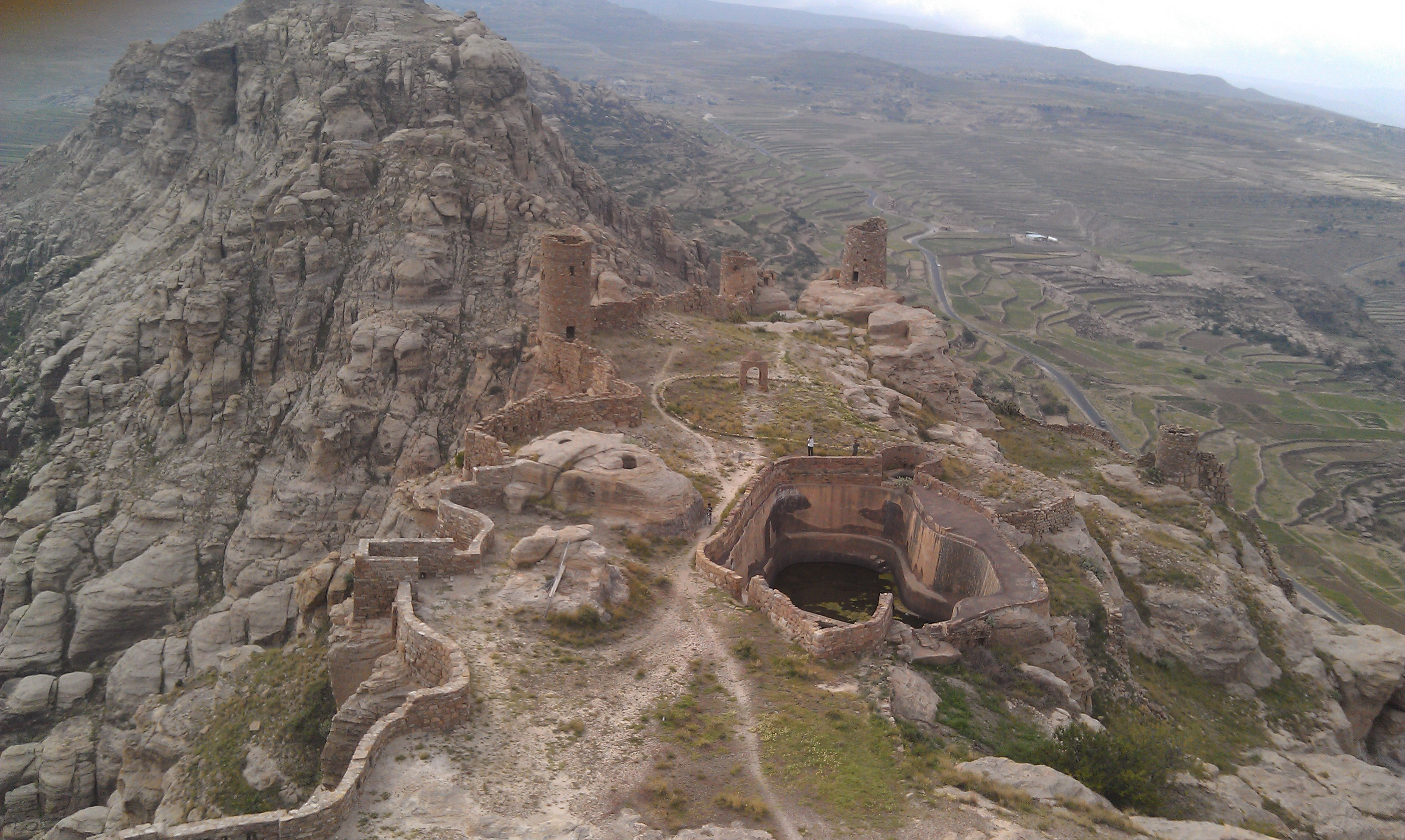
حصن ثلا التاريخي (حصن الغراب) تم تصويره من القمة.

يوجد فيها آثار حميرية قديمة منها حصنها المنيع المعروف بحصن الغراب الذي يسيطر على المدينة، ويرتفع عن سطح البحر ب2960م. في فترة الاحتلال التركي تعرضت أجزاء الحصن الخارجية للتدمير. يوجد في الجزء الشرقي من الحصن مسجد جميل ومنشأة سكنية وبالقرب من ذلك يوجد برج عال.
تشغل المدينة الحالية مساحة تقدر بعشرين هكتاراً وهي محاطة بسور من الحجر يبلغ طوله1162م تقريبا. يتخلل السور ستة وعشرون برجا بعضها دائري والبعض الآخر نصف دائري، يتم الدخول إلى البرج بواسطة سلم يؤدي إلى ممر ينتهي بغرفة مزودة بعدد من المزاغل لرمي السهام.
للمدينة الحالية تسعة مداخل تفتح في السور هي: باب المشرق وباب الفرضة وباب السلام وباب الهادي وباب الحامد وباب الميّاح والباب الجديد وباب إبراهيم، وباب الفرضة الجديد وباب الحصن. يكتنف كل باب برجان منيعان يجعلان اقتحامه مستحيلا. خمسة من هذه المداخل التسعة استحدثت على ما يبدو في القرن العشرين، وهذا يعني أن عدد الأبواب الأصلية للمدينة كانت أربعة أبواب فقط. ومن أبرز البرك المائية هي بركة جعدان جنوب المدينة وكذلك بركة باب الميّاح في الجزء الشمالي الغربي من المدينة الذي يعود تاريخ بناءها إلى ما قبل 2000 عام.

## الأحياء

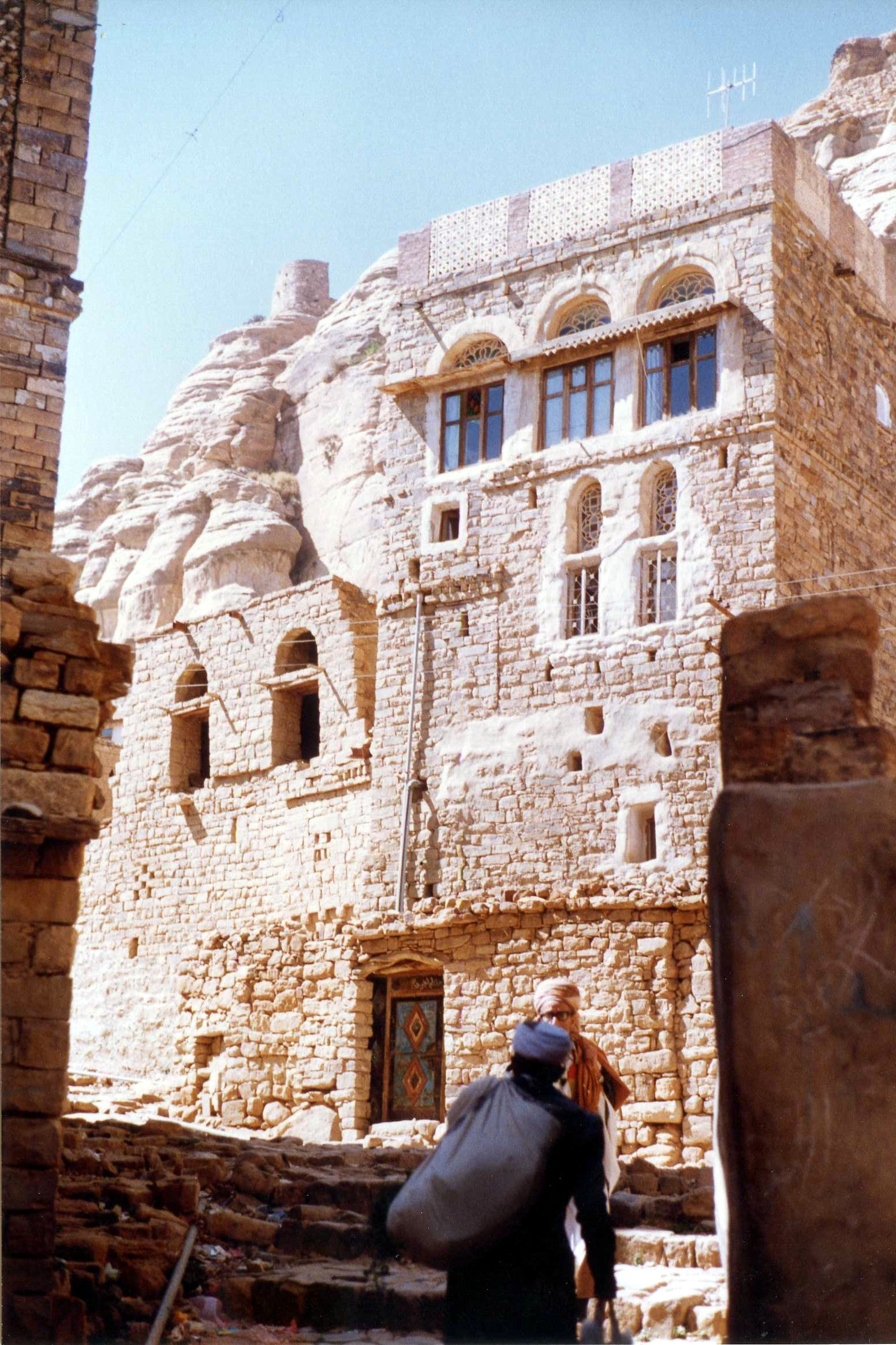
من ممرات مدينة ثلاء

المدينة مقسمة إلى عدد من الأحياء منها رأس الميدان في الغرب، قرية المحاميد في الشمال الشرقي، قرية اللؤلؤة وقرية الطلح التي يحتمل أنها أقدم أحياءالمدينة. يبلغ عدد المنشآت الدينية من مساجد ومدارس وأضرحة ومصلى في مدينة ثلاء إلى خمسا وعشرين منشأة. يقع الجامع الكبير في الطرف الجنوبي للسوق الذي يتوسط المدينة ويتكون من142 حانوتا متقاربة في أحجامها وأشكالها. يقع حي اليهود القديم في الجنوب الشرقي للمدينة على بعد500م تقريبا من الباب الجديد، وكان يسكنه حوال ثلاثين شخصا هاجروا جميعا إلى فلسطين.

## العمارة
تقدم مدينة ثلا نموذجا من نماذج المدينة اليمنية الإسلامية من حيث التخطيط العام وطرق ومواد البناء. ومنشآت ثلا المعمارية: الدينية كالمساجد والقباب والعمائر المدنية كالسوق والمنازل والحمامات العامة والمنشآت الحربية كالحصن والخندق والسور والأبراج هي العناصر الرئيسية التي توجد في المدينة العربية الإسلامية، لكنها في اليمن تختلف خصوصا في المباني السكنية والحربية عن غيرها من حيث التخطيط ومواد البناء، والمكونات المعمارية لكل منشأة وأسسها وتقسيماتها من الداخل والخارج، وحتى في بعض العناصر الزخرفية المستخدمة في تزيين هذه المنشآت التي تقدم طرازا معماريا يمنيا متميزا مستمدا من تراث معماري تتوارثه الأجيال منذ أكثر من أربعة آلاف عام.

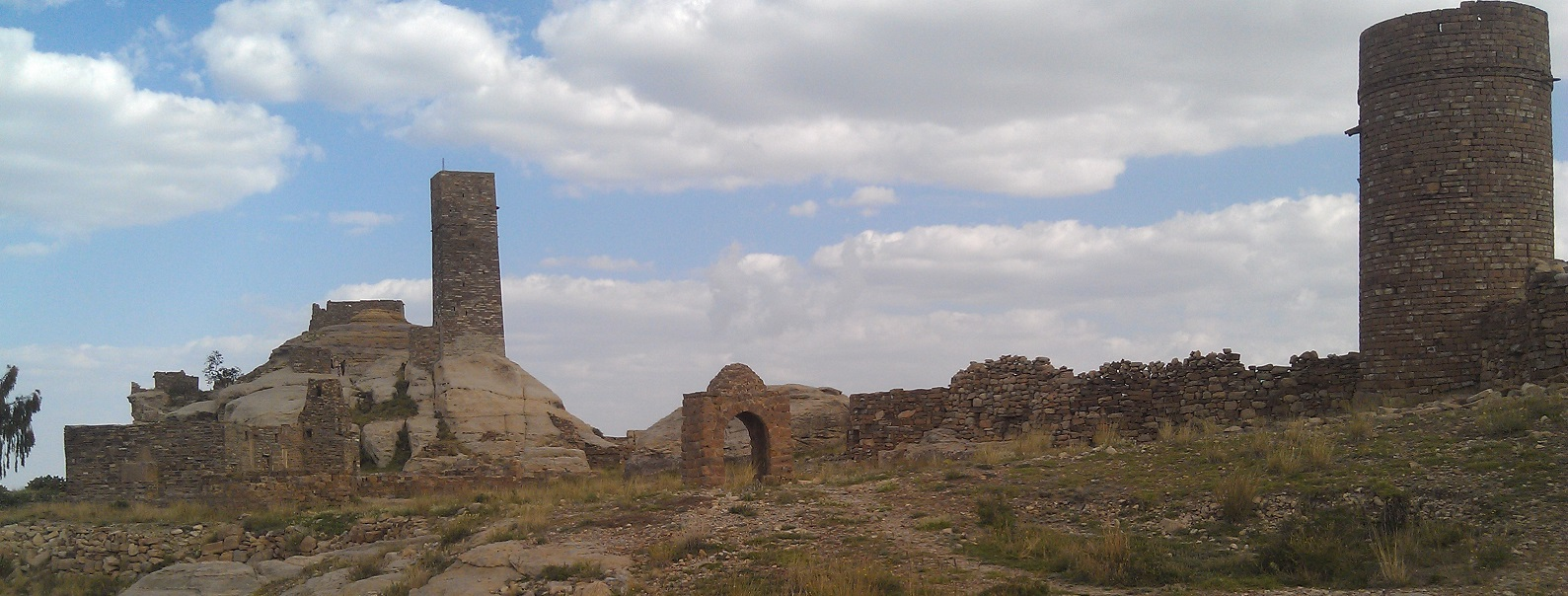
أحد حصون ثلا في عمران حيث تحصن المطهر بن يحيى شرف الدين

## صور

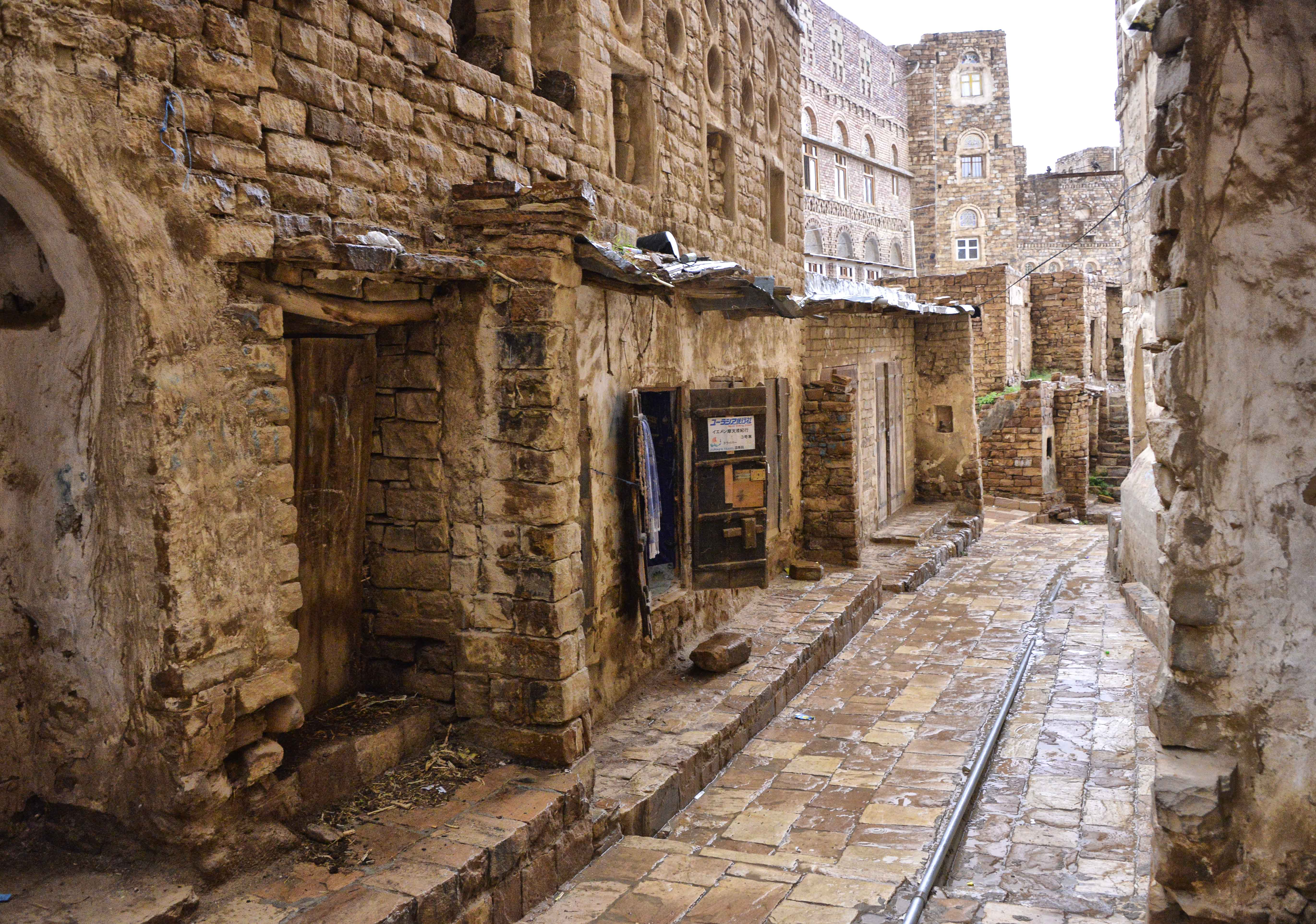
من ممرات مدينة ثلاء
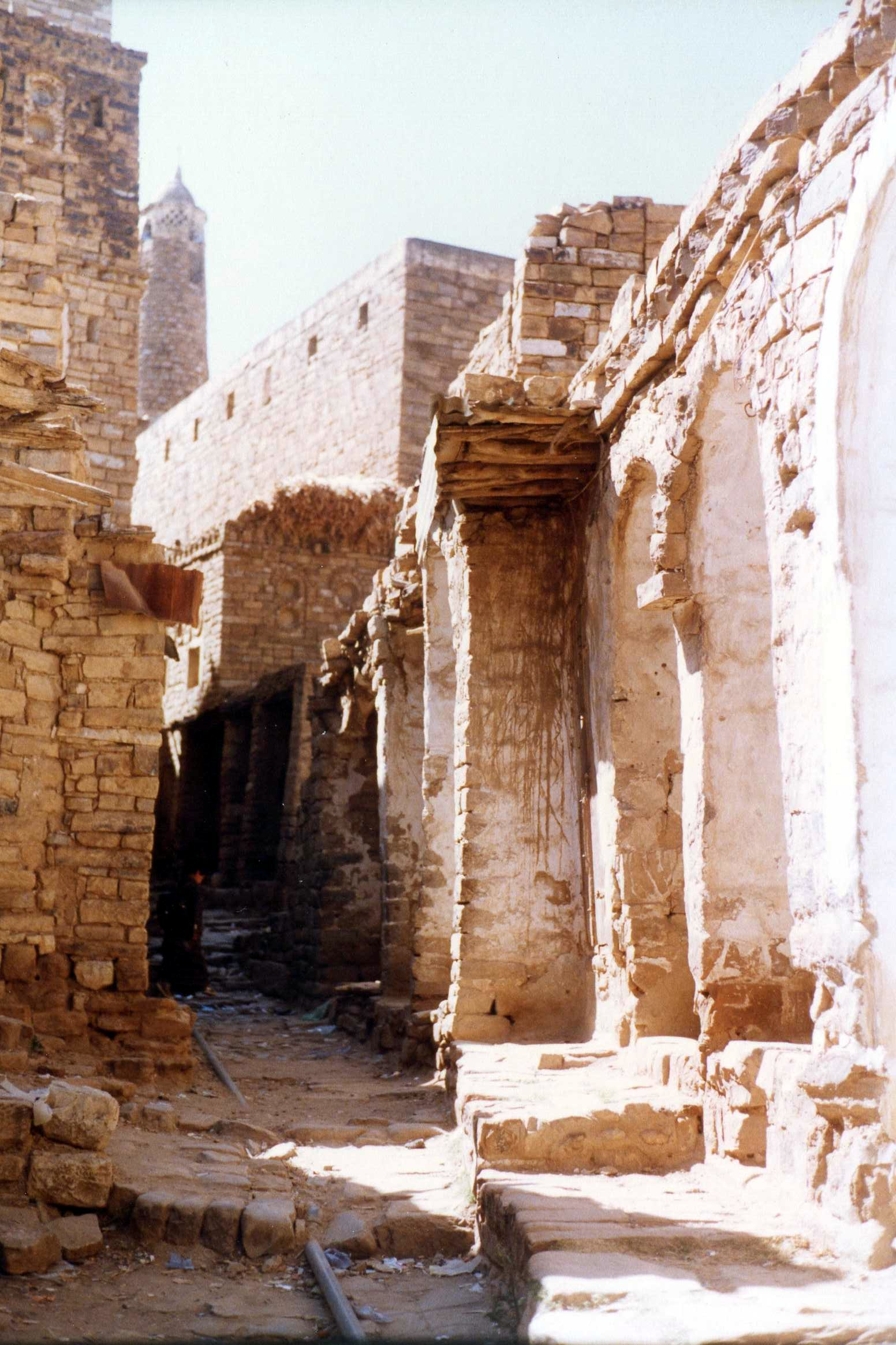
ثلاء
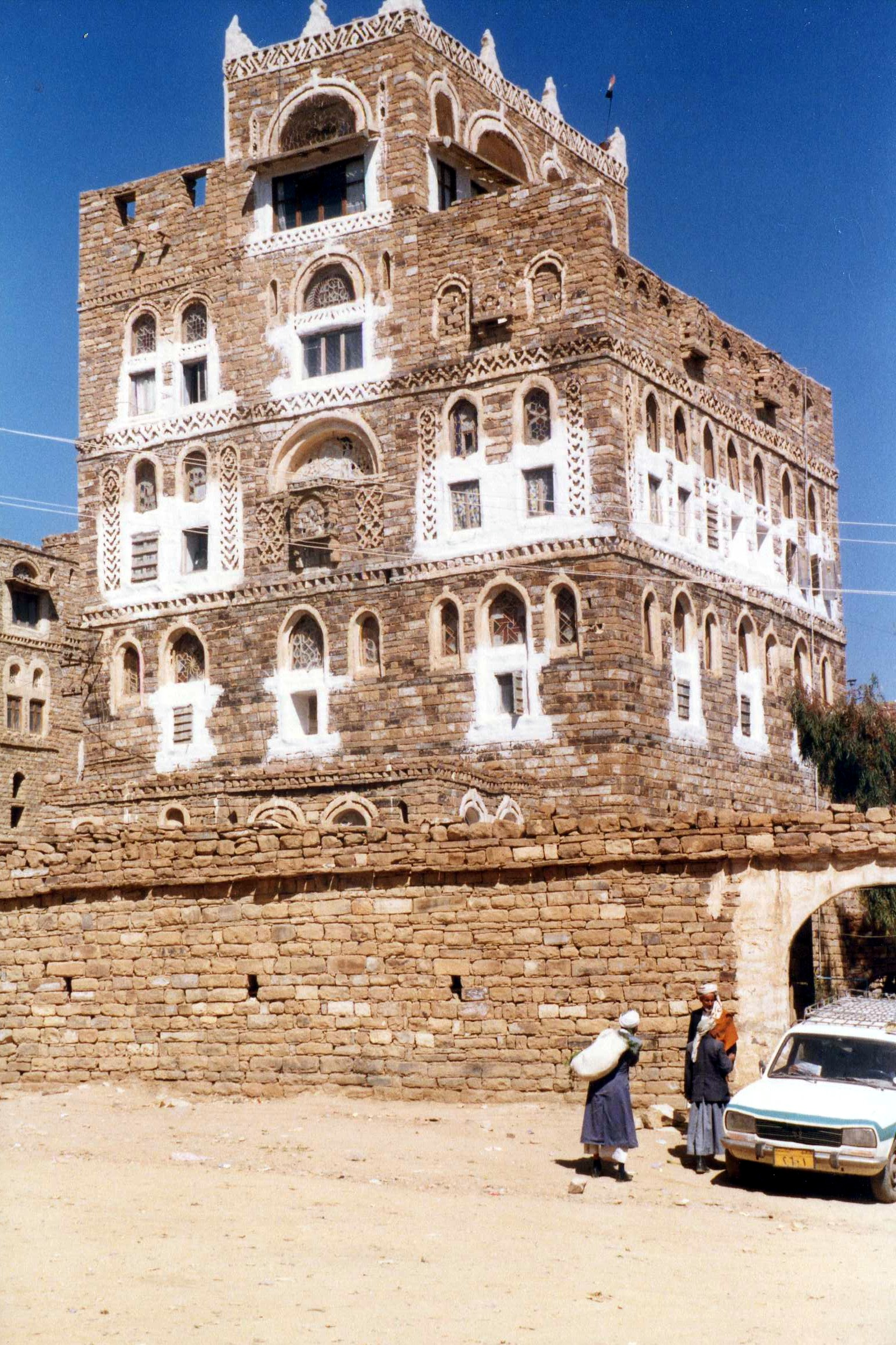
من مباني المدينة
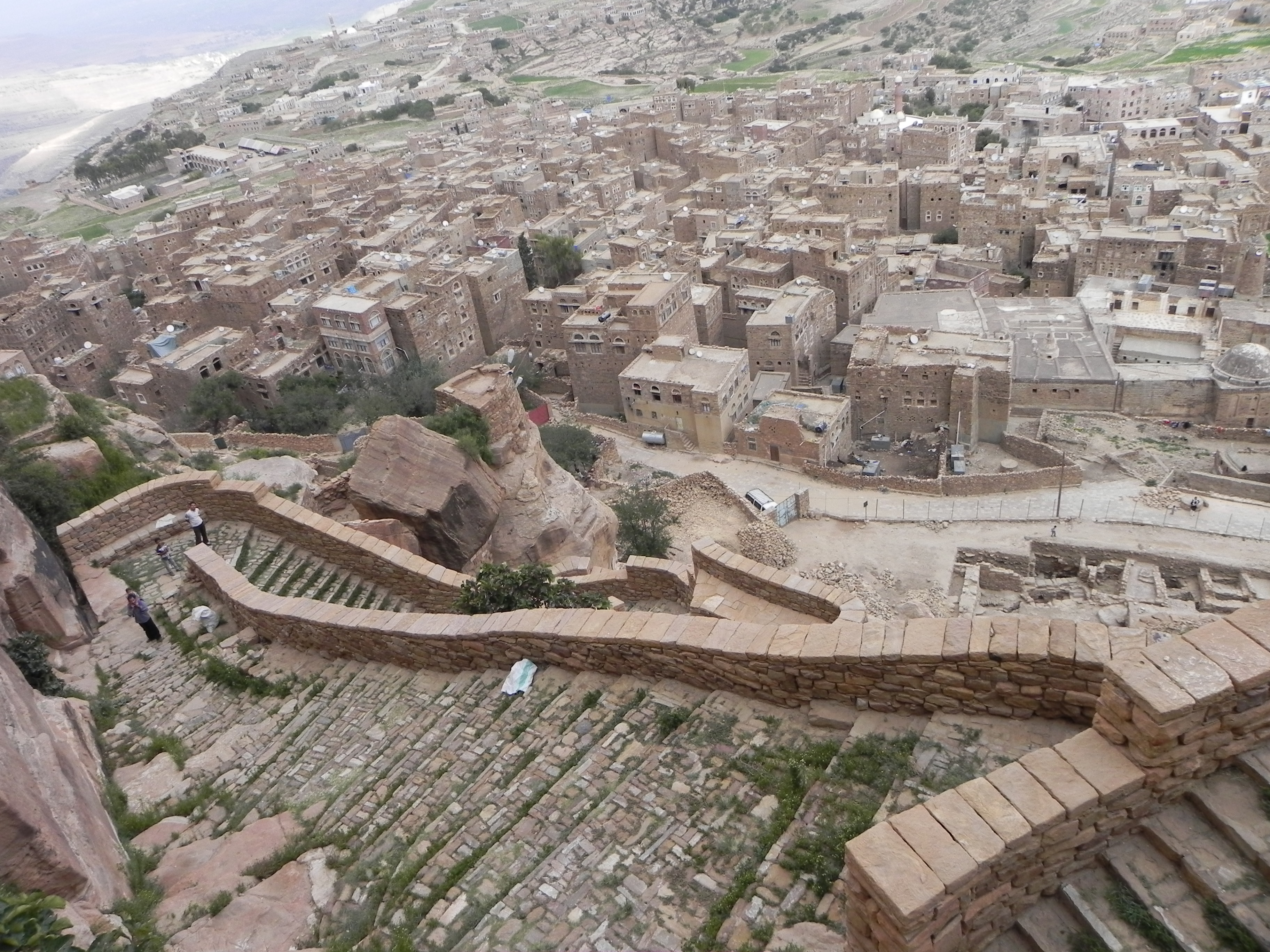
الطريق الجبلي إلى حصن الغراب.
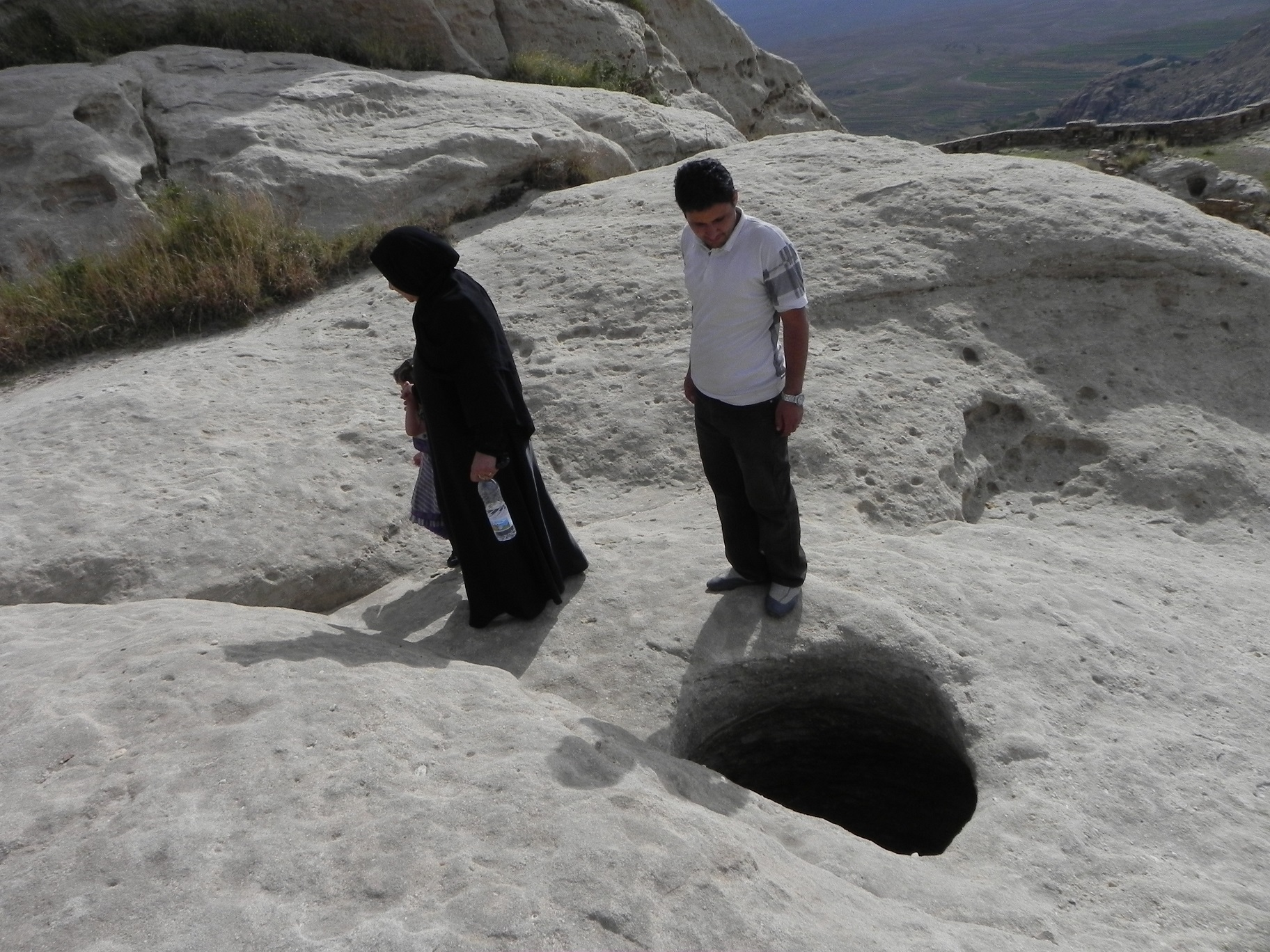
بعض الثقوب المستخدمة للتحصين.